# فلوگوپیت
فلوگپیت (انگلیسی: Phlogopite) یک عضو زرد، سبز و یا قهوه ای قهوه ای از خانواده میکا از فیلیسلیکات است. همچنین به عنوان میکا منیزیم شناخته شده است. 